# Calumma parsonii
Tắc kè hoa Parson (danh pháp khoa học: Calumma parsonii) là một loài tắc kè hoa rất lớn bản địa rừng nguyên sinh ẩm ở đông và bắc Madagascar. Nó được liệt kê trong Phụ lục II của CITES, có nghĩa việc mua bán loài này được kiểm soát. Nó là loài tắc kè hoa lớn nhất thế giới hay lớn thứ nhì sau tắc kè hoa khổng lồ Madagascar theo mối số báo cáo. Có hai phân loài được công nhận, phân loài phân bố rộng rãi Calumma p. parsonii dài đến 68 cm và không có mào trên lưng. Calumma p. cristifer gần Andasibe dài 47 cm (18½ in) và có mào lưng nhỏ. 
Trong điều kiện nuôi nhốt, con cái loài tắc kè hoa này có thể đẻ mỗi lứa 50 trứng và cần ấp hơn một năm mới nở. Con cái đẻ mỗi hai năm một lứa. Con non nở ra sống riêng.

## Hình ảnh

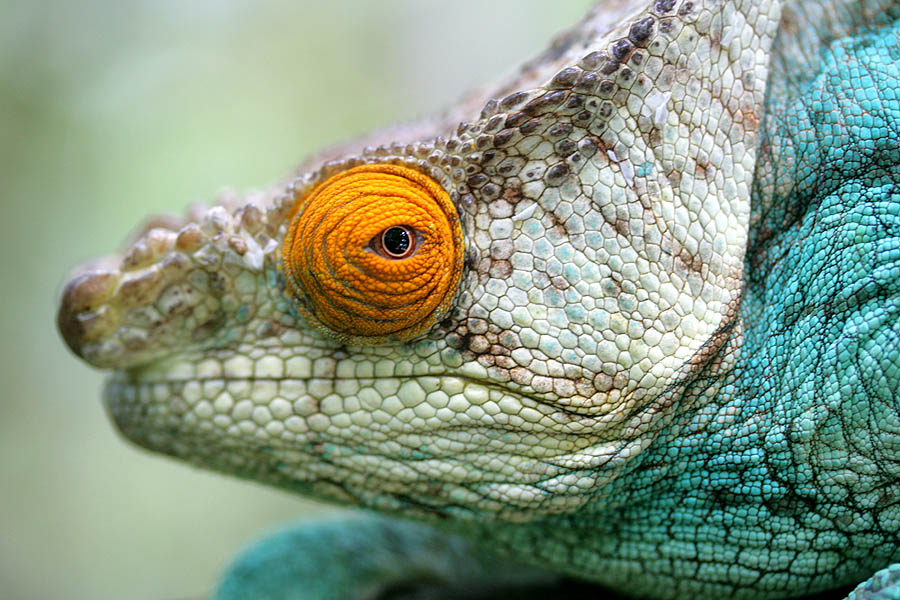
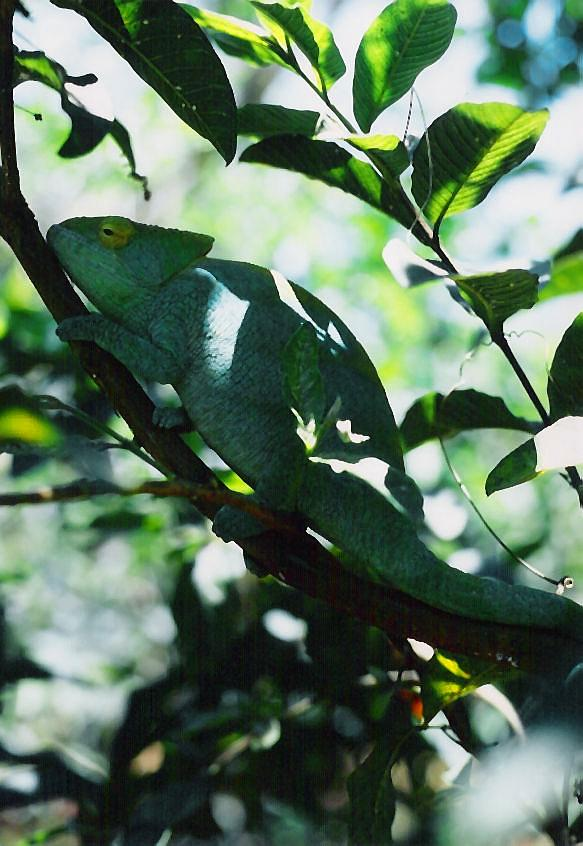
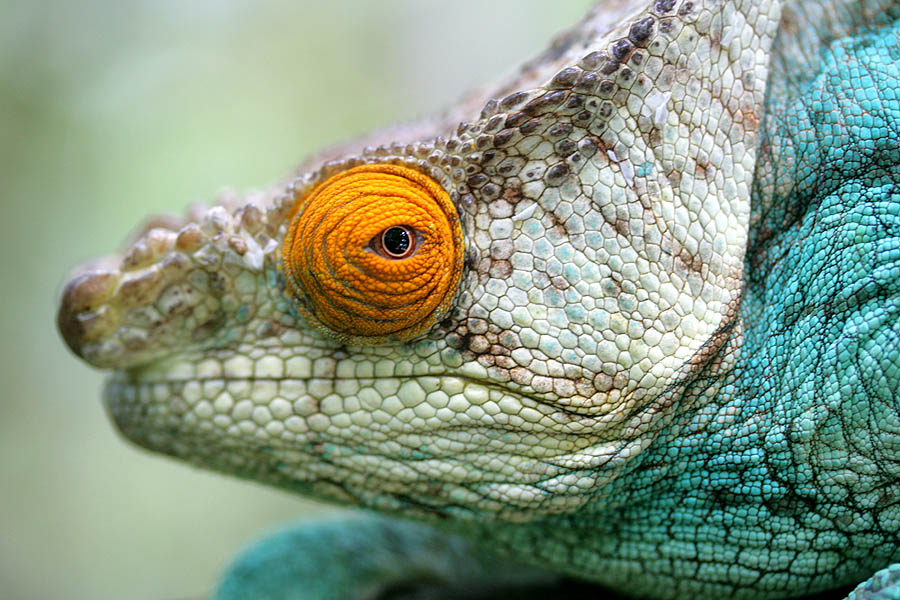
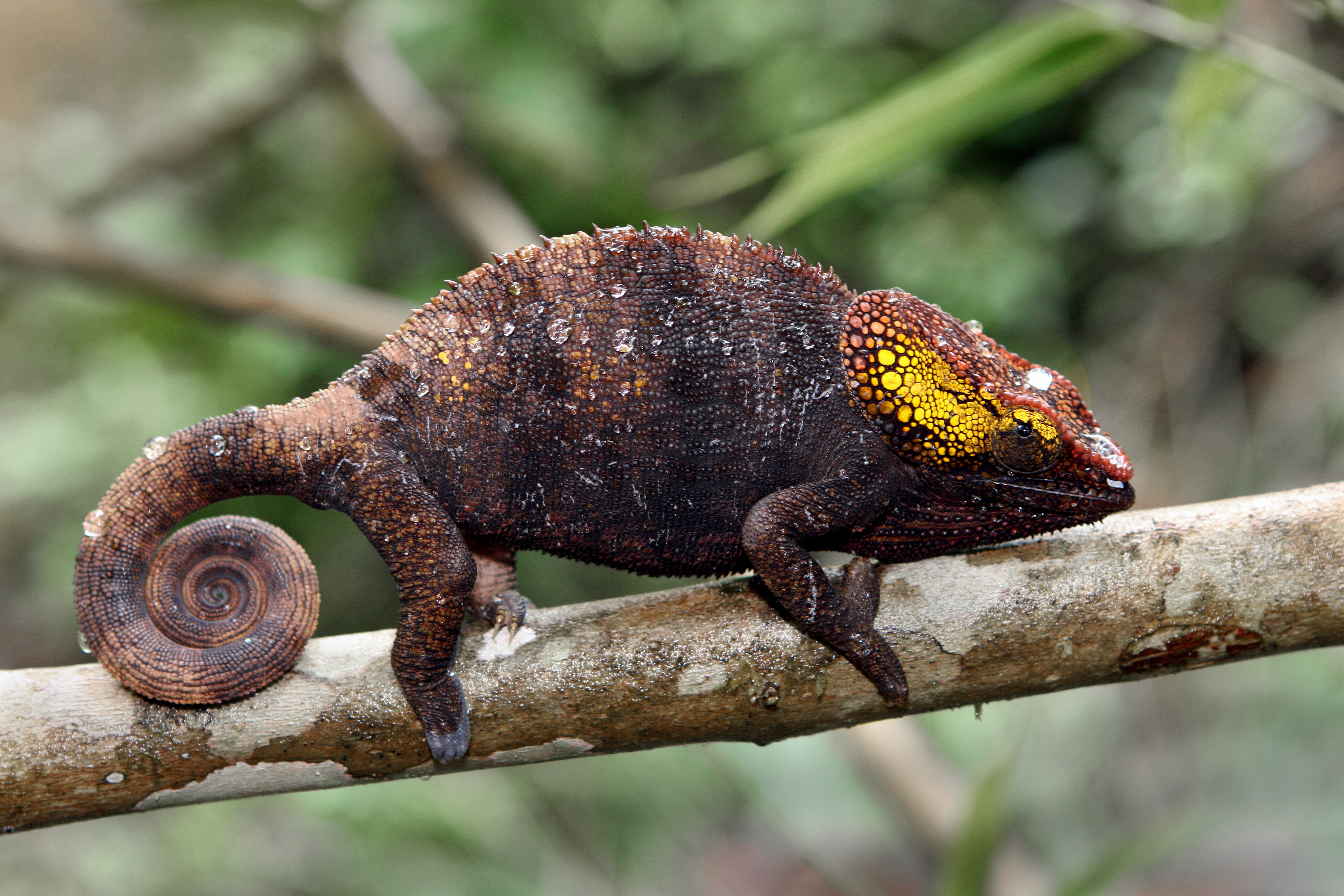
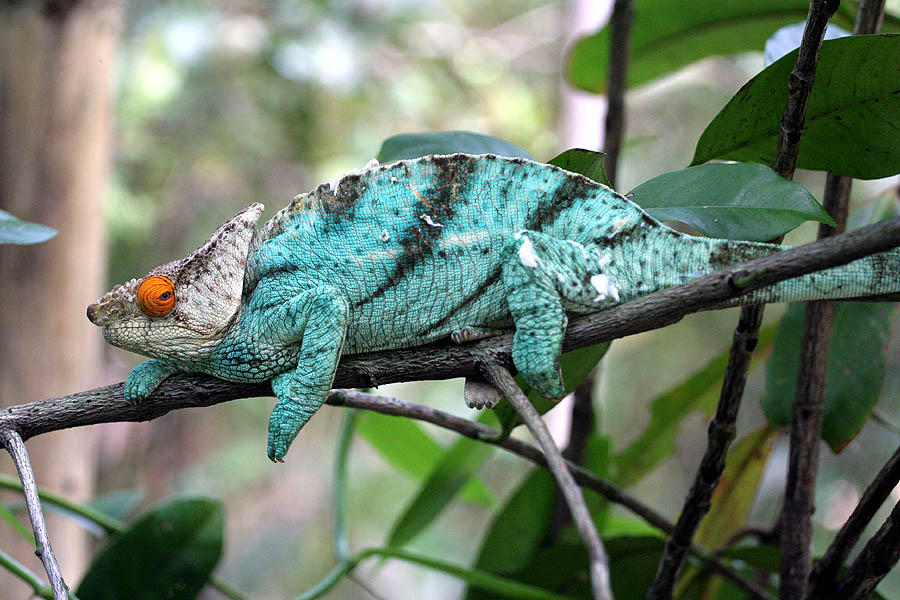

## Tuổi thọ
Tắc kè hoa Parson là một trong những loài tắc kè hoa sống lâu nhất với độ tuổi tối thiểu cao nhất là 9 năm tuổi đối với con đực và 8 tuổi đối với con cái có thể đạt tuổi thọ cao vượt trội trong điều kiện nuôi nhốt. Tuổi thọ trong tự nhiên được ước tính là 10 đến 12 năm tuổi và trong điều kiện nuôi nhốt, con vật có tuổi thọ 14 năm đã được ghi nhận, đây là điều duy nhất ở loài tắc kè hoa. Tuổi thọ cao và thời gian trưởng thành về mặt sinh dục đạt ít nhất đối với một số cá thể sau hai hoặc ba năm, khiến loài này đặc biệt dễ bị đe dọa như nạn săn bắt quá mức.

## Sinh sản
Trong điều kiện nuôi nhốt, tắc kè hoa cái của Parson đẻ tới 50 trứng mỗi lần đẻ; trứng có thể mất đến hai năm để nở. Trong một trường hợp, một con non khỏe mạnh nở sau 781 ngày. Chu kỳ sinh sản của con cái chỉ cho phép đẻ trứng hai năm một lần. Những con non sẽ độc lập sau khi chúng tự đào ra khỏi tổ dưới lòng đất của chúng. Sau khi tổ được đào, trứng được đẻ và được vùi lấp, nghĩa vụ làm cha mẹ của con cái hoàn thành. Cha mẹ không đóng góp bất kỳ sự chăm sóc nào đối với tắc kè hoa con.